# Electric Feel
Electric Feel è il secondo singolo estratto da Oracular Spectacular l'album di debutto della band statunitense MGMT. È stato pubblicato il 23 giugno 2008. Ha ricevuto un Grammy Award nel 2009, grazie al remix effettuato dalla band Justice.

## Tracce
7"
1. Electric Feel
2. Electric Feel (Justice Remix)

CD singolo
1. Electric Feel
2. Saturday (Soulwax Cover)

Digital Media
1. Electric Feel
2. Electric Feel (Rasta Wigs remix)